# Theuma foveolata
Espèce
Theuma foveolata est une espèce d'araignées aranéomorphes de la famille des Prodidomidae.

## Distribution
Cette espèce se rencontre au Zimbabwe et en Afrique du Sud.

## Description
La femelle holotype mesure 9,8 mm.

## Systématique et taxinomie
Cette espèce a été décrite par Tucker en 1923.

## Publication originale
- Tucker, 1923 : « The Drassidae of South Africa. » Annals of the South African Museum, vol. 19, p. 251-437 (texte intégral).